# Општина Нуфару (Тулћа)
Нуфару (рум. Nufăru) општина је у Румунији у округу Тулћа.
Oпштина се налази на надморској висини од 39 m.